# Liste der denkmalgeschützten Objekte in Frankenfels
Die Liste der denkmalgeschützten Objekte in Frankenfels enthält die 5 denkmalgeschützten, unbeweglichen Objekte der niederösterreichischen Gemeinde Frankenfels.

## Denkmäler
| Foto |                 | Denkmal                                                                          | Standort                                     | Beschreibung | Metadaten |
| ---- | --------------- | -------------------------------------------------------------------------------- | -------------------------------------------- | --- | --- |
| ja   | Datei hochladen | Aufnahmsgebäude Laubenbachmühle und Lokschuppen HERIS-ID: 32161 Objekt-ID: 29224 | Laubenbachgegend 17 Standort KG: Frankenfels | Der Bahnhof Laubenbachmühle ist Ausgangspunkt der Bergstrecke der Mariazellerbahn, der Teil im oberen Pielachtal wurde 1905 eröffnet. Das späthistoristische ehemalige Aufnahmsgebäude hat zwei Seitenrisalite, der Lokschuppen weist Fachwerk auf. | BDA-Hist.: Q37946464 Status: Bescheid Stand der BDA-Liste: 2025-06-30 Name: Aufnahmsgebäude Laubenbachmühle und Lokschuppen GstNr.: .473, .474 Altes Aufnahmsgebäude und Lokschuppen, Bahnhof Laubenbachmühle |
| ja   | Datei hochladen | Kath. Pfarrkirche hl. Margareta und Friedhof HERIS-ID: 32159 Objekt-ID: 29222    | Markt 1a, gegenüber Standort KG: Frankenfels | Der seit 1290 bestehende Sakralbau befindet sich in erhöhter Lage im südöstlichen Ortsbereich und ist südseitig von einem ummauerten Friedhof umgeben. Die Kirche ist der Heiligen Margaretha geweiht und dem Dekanat Scheibbs unterstellt.         | BDA-Hist.: Q2082627 Status: § 2a Stand der BDA-Liste: 2025-06-30 Name: Kath. Pfarrkirche hl. Margareta und Friedhof GstNr.: .1, 54 Pfarrkirche Frankenfels                                                    |
| ja   | Datei hochladen | Figurenbildstock hl. Johannes Nepomuk HERIS-ID: 32165 Objekt-ID: 29228           | Markt 1a, bei Standort KG: Frankenfels       | Die Statue wurde 1709 errichtet und stand bis 1961 beim Annakreuz, einem alten Höhenweg in der Nähe der Burg Weißenburg zwischen der ehemaligen Taverne in der Weißenburggegend und dem Gehöft Ober-Grub in der Hofstadtgegend.                     | BDA-Hist.: Q63986345 Status: § 2a Stand der BDA-Liste: 2025-06-30 Name: Figurenbildstock hl. Johannes Nepomuk GstNr.: 51 Bildstock Nepomuk Frankenfels                                                        |
| ja   | Datei hochladen | Grassermühle HERIS-ID: 32169 Objekt-ID: 29233                                    | Rosenbühelrotte 6 Standort KG: Frankenfels   | Die Grassermühle ist ein etwa 600 Jahre altes historisches und kulturell bedeutendes Gebäude in Frankenfels. Sie ist seit 1964 im Besitz der Marktgemeinde und wird heute von der Gemeinde vielseitig verwendet.                                    | BDA-Hist.: Q1543512 Status: § 2a Stand der BDA-Liste: 2025-06-30 Name: Grassermühle GstNr.: 127 Grassermühle (Rosenbühelrotte)                                                                                |
| ja   | Datei hochladen | Burgruine Weißenburg HERIS-ID: 32174 Objekt-ID: 29238                            | Weißenburggegend Standort KG: Frankenfels    | Die nachweislich schon im 12. Jahrhundert bestehende Weißenburg ist eine mittelalterliche Burg und befindet sich etwa zwei Kilometer entfernt von der Ortschaft Weißenburg, in der Weißenburggegend.                                                | BDA-Hist.: Q1014526 Status: Bescheid Stand der BDA-Liste: 2025-06-30 Name: Burgruine Weißenburg GstNr.: .157/1, .157/2, .157/3 Weißenburg, Frankenfels                                                        |